# Llúcia Garcia
Pour les articles homonymes, voir García.
Cet article concerne l'actrice. Pour la sportive, voir Lucía García.
Llúcia Garcia, née vers 2005 à Igualada (Catalogne), est une actrice catalane.
Elle est la protagoniste du film Romería de Carla Simón, présenté en sélection officielle au Festival de Cannes en 2025.

## Biographie
Elle est née vers 2005 à Igualada, bien qu'elle habite à Barcelone depuis longtemps.
Pour sa première apparition au cinéma, la jeune actrice joue le rôle de Marina dans le film Romería de Carla Simón, sélectionné en compétition officielle du Festival de Cannes 2025, , ce qui lui vaut une montée des marches du tapis rouge du Palais des festivals le 21 mai.
Inspiré de la propre histoire de la réalisatrice Carla Simón, il s'agit de son premier grand rôle dans une production internationale, avec le jeune acteur Mitch, aux côtés d'acteurs espagnols confirmés, tels que Tristán Ulloa, Janet Novás, Miryam Gallego, José Ángel Egido et Alberto Gracia. 
Cette prestation, pour un premier rôle en tant que protagoniste du film, est remarquée par la presse française,,,. 

## Filmographie
- 2025 : Romería : Marina